# N-Space
n-Space è stata un'azienda statunitense sviluppatrice di videogiochi, fondata nel 1994 da Erick S. Dyke, Dan O'Leary, e Sean Purcell. Dal 2001 l'azienda si è concentrata nello sviluppo di titoli per console Nintendo.

## Prodotti sviluppati

### iOS (Apple)
- Golf Cart Ranger (2011)[2]

### PlayStation
- Bug Riders (1998)
- Danger Girl (2000)
- Die Hard Trilogy 2: Viva Las Vegas (2000)
- Duke Nukem: Land of the Babes (2000)
- Duke Nukem: Time to Kill (1998)
- Mary-Kate and Ashley's Magical Mystery Mall (2000)
- Mary-Kate & Ashley: Crush Course
- Rugrats: Search for Reptar (1998)
- Rugrats: Studio Tour (2000)
- Tiger Shark (1997)

### PlayStation 2
- Dexter's Laboratory (annullato)
- Duke Nukem D-Day (annullato)
- Marvel: Ultimate Alliance 2 (2009)
- Mary-Kate and Ashley, Sweet 16: Licensed to Drive

### PlayStation Portable
- Winx Club - Join the club (2007)

### PC
- Bug Riders (1998)
- Die Hard Trilogy 2: Viva Las Vegas (2000)
- Tiger Shark (1997)

### Nintendo GameCube
- Mary-Kate and Ashley: Sweet 16 (2002)
- Geist (2005)

### Nintendo DS
- Call of Duty 4: Modern Warfare (2007)
- Call of Duty: World at War (2008)
- Star Wars: The Force Unleashed (2008)
- Star Wars Battlefront: Elite Squadron (2009)
- Call of Duty: Modern Warfare: Mobilized (2009)
- Marvel: Ultimate Alliance 2 (2009)
- Call of Duty: Black Ops (2010)
- GoldenEye 007 (2010)
- James Bond 007: Blood Stone (2010)
- Tron: Evolution (2010)
- Toy Story 3: The Video Game (2010)
- Call of Duty: Modern Warfare 3 Defiance (2011)

### Nintendo 3DS
- Heroes of Ruin (2012)[3]

### Wii
- Target Toss Pro: Bags (WiiWare) (2008)
- Marvel: Ultimate Alliance 2 (2009)
- Carnival King (WiiWare) (2009)
- Tron: Evolution - Battle Grids (2010)
- Winter (TBA)